# رومن روماننکو
رومن روماننکو (به انگلیسی: Roman Romanenko) فضانورد اهل کشور روسیه است که در ۹ اوت ۱۹۷۱ در شچیولکوفو زاده شد. وی در مأموریت سایوز تی‌ام‌ای-۱۵، اکسپدییشن ۲۰، ۲۱، سایوز تی‌ام‌ای-۰۷ام، اکسپدییشن ۳۴، ۳۵ حضور داشته است.